# Joost van Aken
Joost van Aken (* 13. května 1994, Haarlem, Nizozemsko) je nizozemský fotbalový obránce a mládežnický reprezentant, který působí v nizozemském klubu SC Heerenveen.

## Klubová kariéra
S profesionálním fotbalem začínal v SC Heerenveen, v A-týmu debutoval v únoru 2014.

## Reprezentační kariéra
Joost van Aken je od roku 2014 členem nizozemského mládežnického výběru U21. Debutoval 8. září 2014 v domácím kvalifikačním utkání proti Slovensku (porážka 0:1). Mladí Nizozemci skončili v kvalifikační skupině druzí právě za Slovenskem, i tak si zajistili účast v baráži o Mistrovství Evropy hráčů do 21 let 2015 v České republice.